# マクシム・バキエフ

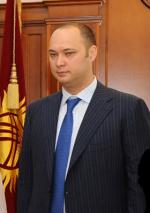
マクシム・バキエフ

マクシム・バキエフ（1977年 -）は、キルギスの政治家、実業家。同国の第2代大統領を務めたクルマンベク・バキエフの次男。

## 経歴
カザルマン町の中学校を卒業した後、1999年、キルギス・ロシア・スラブ大学法学部を優等で卒業。1997年にイギリス、1998年にアメリカに留学。2007年、ロシア外務省外交アカデミーで学ぶ。
大学2年生の時から民間の法務会社「インテルプラーヴォ」で働く。2年間、イギリスのBCB Solution Limited社の発展途上国のコンサルタント支援と中近東諸国のコンサルタント・ビジネスの発展問題担当のコンサルタントだった。その後、国際コンサルタント、戦略計画・地域経済・マーケティング・品質管理・法務・財務問題の専門家として働く。最近までラトビアのMaval Aktiviti社の役員であり、同社の戦略発展問題を担当していた。

### 政権への参画と訴追
2009年、父の大統領選挙本部長。父親の後継者と目され、同年10月29日、発展・投資・新機軸中央局長官に就任。政権内で辣腕を振るうも、2010年キルギス騒乱により頓挫。キルギスを追われる身となりイギリスへ亡命を求めた。その後、キルギス暫定政府により汚職などの容疑で国際手配されたほか、アメリカ合衆国からもインサイダー取引の容疑などで身柄の拘束を狙われることとなった。このことから2012年10月12日、ロンドン市内の住宅地で逮捕されるに至った。

## パーソナル
サッカーが趣味で、イギリスのフットボールリーグ(EFL)に加盟するブラックプールFCの株主でもある。
2007年8月からキルギス共和国格闘技連盟の総裁であり、彼の指導の下、キルギスは、北京オリンピックで銀メダルと銅メダルを獲得した。